# Poá
Poá es un municipio en el estado de Sao Paulo. La población en 2009 fue de 112.481 habitantes y la zona es de 17 kilómetros cuadrados, lo que resulta en una densidad de población de 6,462.30 habitantes por km ². Se considera un centro de salud y turismo.

## Aspecto general
Poá es uno de los once condados considerados balnearios por el estado de Sao Paulo, que cumplan con ciertos requisitos establecidos por la ley estatal. Este estado se asegura de que estos municipios con un mayor presupuesto del estado para promover el turismo regional y más allá de que la ciudad adquiere el derecho de agregar su nombre al lado del título del balneario, un término por el cual se designa por tanto el expediente municipal como las referencias oficial del estado. El sector clave de Poa es el servicio desde la instalación de industrias contaminantes ha sido prohibido desde 1970, año en que se convirtió en un centro de salud. En tierra, es una de las ciudades más pequeñas en el estado de São Paulo (más que Aguas de Sao Pedro y Sao Caetano do Sul). La verticalidad del centro de la ciudad se recomienda a fin de preservar la atmósfera de pueblo pequeño que tiene la ciudad, con calles estrechas y la preservación de varios edificios antiguos.
El consejo no es el más rico de la región, pero aún supera a sus vecinos en varios indicadores sociales, indicando así que el crecimiento económico de Poá es más equitativo y sostenible que en otras ciudades, y que su población tiene una mejor calidad de vida, si el valor de las instalaciones públicas (escuelas, parques y centros de salud) y el potencial para el consumo de combustible y uniformes. En los índices como el Índice de Desarrollo Humano (IDH), el índice de desarrollo infantil (CDI) y el Índice de desarrollo de la educación básica (IDEB), Poá supera todos los municipios. En 2007 fue considerada como una de las ciudades más seguras en el Gran Sao Paulo, más específicamente el quinto, solo por detrás de São Caetano do Sul das, Barueri, Caieiras y Mogi das Cruzes.

## Economía
En 2010, el Índice de potencial de consumo de los habitantes de Poá deben consumir $ 1.4 billones. Según el objetivo del IPC, con una tasa de 0,06408, Poa contribuir seis centavos por cada $ 100.00 pasado en Brasil. Esto coloca al municipio en la posición 74a en el ranking estatal. La ciudad cuenta con 32.623 hogares y 31.813 coches puso de moda. Poaense cada área urbana de la ciudad deben consumir R $ 12,459.76 en el 2010.
¿Por qué tienen tantas características saludables (tales como el respeto a la ley de responsabilidad fiscal, la inversión en proyectos sociales y de infraestructura, la creación de proyectos de atención social para los ancianos, niños, adolescentes, cursos de formación profesional, aumentar el número de empresas y establecimientos comerciales generar empleo e ingresos, la intensificación de las campañas de vacunación y los programas de salud, la ampliación de la escuela índice y culturales, llegando a toda la población), Poa fue considerado en 2008 por el diario Gazeta Mercantil como el 213 º de la ciudad más dinámica de Brasil, el 79 º entre los 645 condados, y el primero entre los condados del Alto Tietê.

## Estratificación Social
Los datos para 2010:
Clase N º total de los hogares se consume en la ciudad.
- El (la renta per cápita superior a R $ 6,550.00 / mes) 1.441 hogares (4,5%) 18,9%
- B (ingreso per cápita entre EE. UU. $ 2012.00 al mes a R $ 6,549.00 / mes) 11 313 hogares (35,1%) 49,1%
- C (ingreso per cápita entre R $ 726.00 al mes para R $ 2,011.00 / mes) 14 853 hogares (46,1%) 27,5%
- D (renta per cápita entre R $ 484.00 al mes a R $ 276.00 / mes) 4.336 hogares (13,5%) 4,1%
- E (ingreso per cápita inferior a R $ 276.00 / mes) 230 hogares (0,7%) 0,4%

Total de hogares 32.623 100%
Ouvir
Ler fonéticamente

## Sectores de la economía
El sector económico POAT varias actividades:
Industrial: Después de que recibió el título de centro de salud, ha prohibido la instalación de industrias contaminantes en el municipio, que en la década de 1970, y los que ya existen han tenido que adaptarse a una legislación ambiental más rígida, para ayudar a para preservar las aguas subterráneas de la ciudad. Este cambio dio lugar a la salida de algunas industrias, pero aún mantiene Poá las grandes industrias, entre las cerca de 200 instalados en su territorio. Lo más destacado es el fabricante de refractarios Ibar (refractarios para la industria brasileña artículos) que se instaló en Poá cinco años antes de la emancipación del municipio, el fabricante de Inducabos cables eléctricos, y la filial brasileña de la multinacional Aunde, que produce tejidos de automoción. Juntos, Ibarra y Aunde ocupan casi la mitad del área de Calmon Viana. El barrio que se ha formado entre las dos industrias pasó a llamarse Vila Ibar.
Compras: Las principales calles comerciales de la ciudad son la calle el 26 de marzo y 9 de Julio Avenue permanecer en el Centro, que alberga la mayoría de las sucursales bancarias y "tiendas ancla" de la ciudad. Hay otros corredores comerciales como Lucas Nogueira Garcez Avenida y la Avenida Getulio Vargas, entre otros. Se estima que hay cerca de 2.000 locales comerciales.
Servicios: Es el sector de la economía que está más presente en la ciudad. Hay varias leyes de incentivo fiscal, y entre ellos, y que atrae a empresas de este tipo, es reducir el impuesto sobre servicios (ISS), que cuenta con una tasa mucho más baja que en la mayoría de las ciudades. Mientras que su vecino de Sao Paulo (ciudad que concentra la compañía más servicios en Brasil), nivel de carga de 5% para las actividades de la mayoría de servicios, en régimen de carga Programa de acción de 2%.  Más de 20.000 proveedores de servicios, entre las que destacamos la sociedad de cartera del Banco Safra (Safra Leasing, situado en el centro) y Banco Itaú (Itaú Administradora de asociaciones y el Banco Itaucard, ambas ubicadas en Vila das Acacias - también en la región central) y São Paulo sucursal de la empresa telemercadeo TMKT, (instalado en Calmon Viana).
También hay actividad hortícola en la zona rural que poco quedaba de la ciudad después de los territorios en disputa con Suzano en la década de 1950 y 60. El turismo comenzó a ser promovido ahora, en la década de 2000. Sin embargo, el principal evento celebrado en el municipio, la Expo, a menudo se señala a 350.000 personas en siete días.

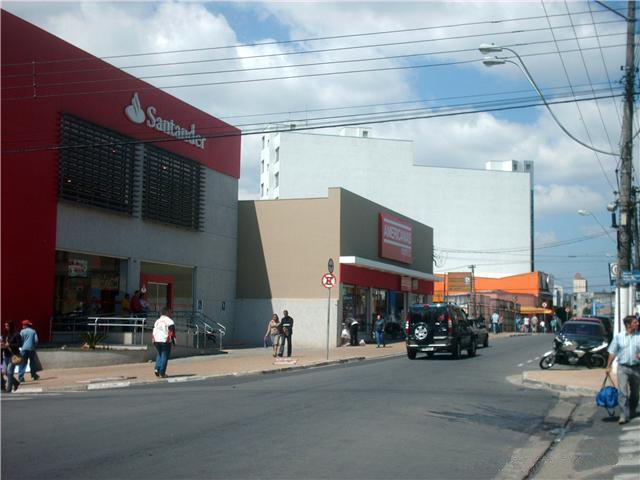
Extracto de la calle 9 de julio

## Composición del PIB
Los datos para 2006:
Sector de la economía del PIB (en dólares estadounidenses)
Agricultura 545 000
Industria 392 085 000
Servicios 950 716 000
Impuestos 602 681 000
Total 1,946,027,000
Ouvir
Ler fonéticamente

## Turismo

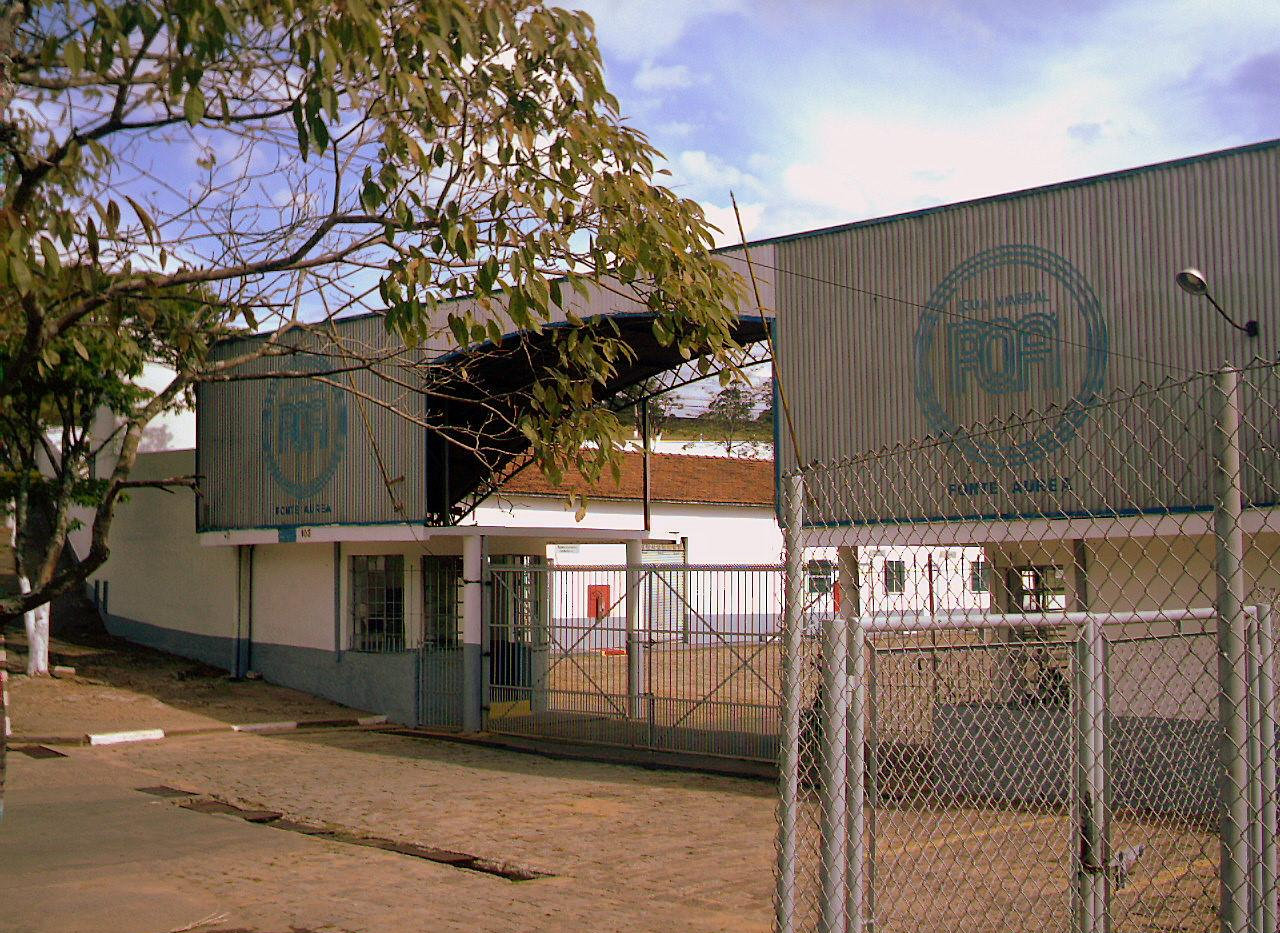
Fachada de la empresa Agua Mineral Poá.

Poa tiene un turismo fuerte, aunque este sector de la economía todavía no es la actividad principal de la ciudad. Debido a la falta de inversiones, la ciudad apenas se analiza este mercado.
Un ejemplo de una atracción turística, es el centro de la ciudad Leporace Vicente, situado en frente de la Potencia de Oro, que se inauguró en 1970 como una condición para el municipio para recibir el título de centro de salud y turismo. Después de haber sido utilizados durante 30 años, fue desactivado a principios de la década, debido al tiempo que el alcalde Carlos Eduardo Felippe, sentía que no había necesidad de tener un spa en la ciudad. [18] Desde entonces es lugar es utilizado como un centro de fisioterapia. Hay expectativa de que el spa se reabrió después.

## Balneario
Desde el decreto-ley del Estado 20 de mayo de 1970, el municipio comenzó a ser considerado "Hidromineral" de conformidad con la legislación vigente en ese momento la ciudad llegó a tener el alcalde nombrado por el gobernador del estado. Se cita también en el documento el valor de los minerales de fuentes de agua Áurea como la principal razón de este cambio. El decreto del entonces gobernador Abreu Sodré se basó en el hecho de que Poa había las condiciones requeridas por la ley para la creación de la oficina. Entre los requisitos, era necesario para un caudal de 96.000 litros de agua mineral por día. Se encontró el caudal de 480.000 litros por día [19].
Obelisco de rotación.
El agua mineral Poá también altas calidades de la radiactividad y la fisioterapia. Es considerado el mejor agua mineral y radiactivos más de Brasil y la segunda en el mundo [20], está indicado para el tratamiento de las enfermedades, las enfermedades gastrointestinales y hepatitis, enfermedades de la piel, además de

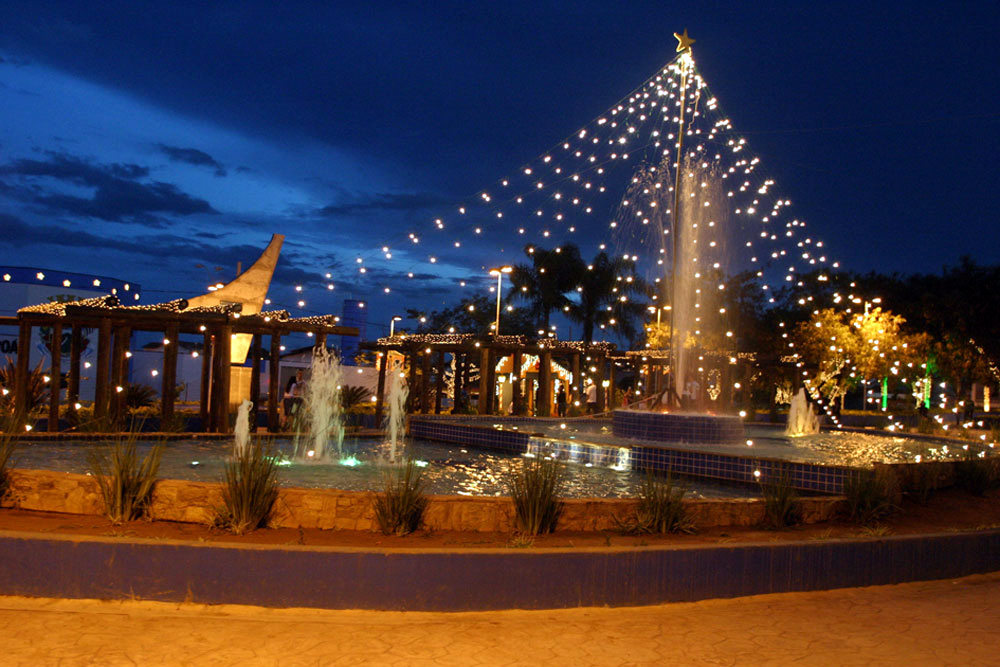
Decoración navideña en la Plaza de la Biblia

## EXPOÁ
Debido a que hay una gran cantidad de productores de orquídeas en Poa y en todo el Tietê superior, debido al clima favorable para el cultivo de la planta, se constituyó en 1970 la Exposición de Orquídeas y Plantas Ornamentales de Poa, más conocida como la EXPO, con el objetivo de "aumentar el turismo en la ciudad, así como para rendir un homenaje a la naturaleza. " La exposición está reconocida por el Ministerio de Estado de Deportes y Turismo del Gobierno del Estado de São Paulo y parte desde 1976 Calendario Nacional Instituto Brasileño de Turismo (Embratur anteriormente), dependiente del Ministerio de Turismo. Se celebra cada año en septiembre. De 1983 a 1993, la Expo se celebró en el Gimnasio Municipal de Deportes Américo Franco en el Golden Village, y en la actualidad se celebró en la plaza de eventos "Gomes Lucilia Felippe, recibe aproximadamente 300.000 visitantes por año.